# Samuel Oppenheimer
Samuel Wolf Oppenheimer (geboren 21. Juni 1630 in Heidelberg; gestorben 3. Mai 1703 in Wien) war ein Hoffaktor und Diplomat des 17. Jahrhunderts am Wiener Hof Leopolds I.

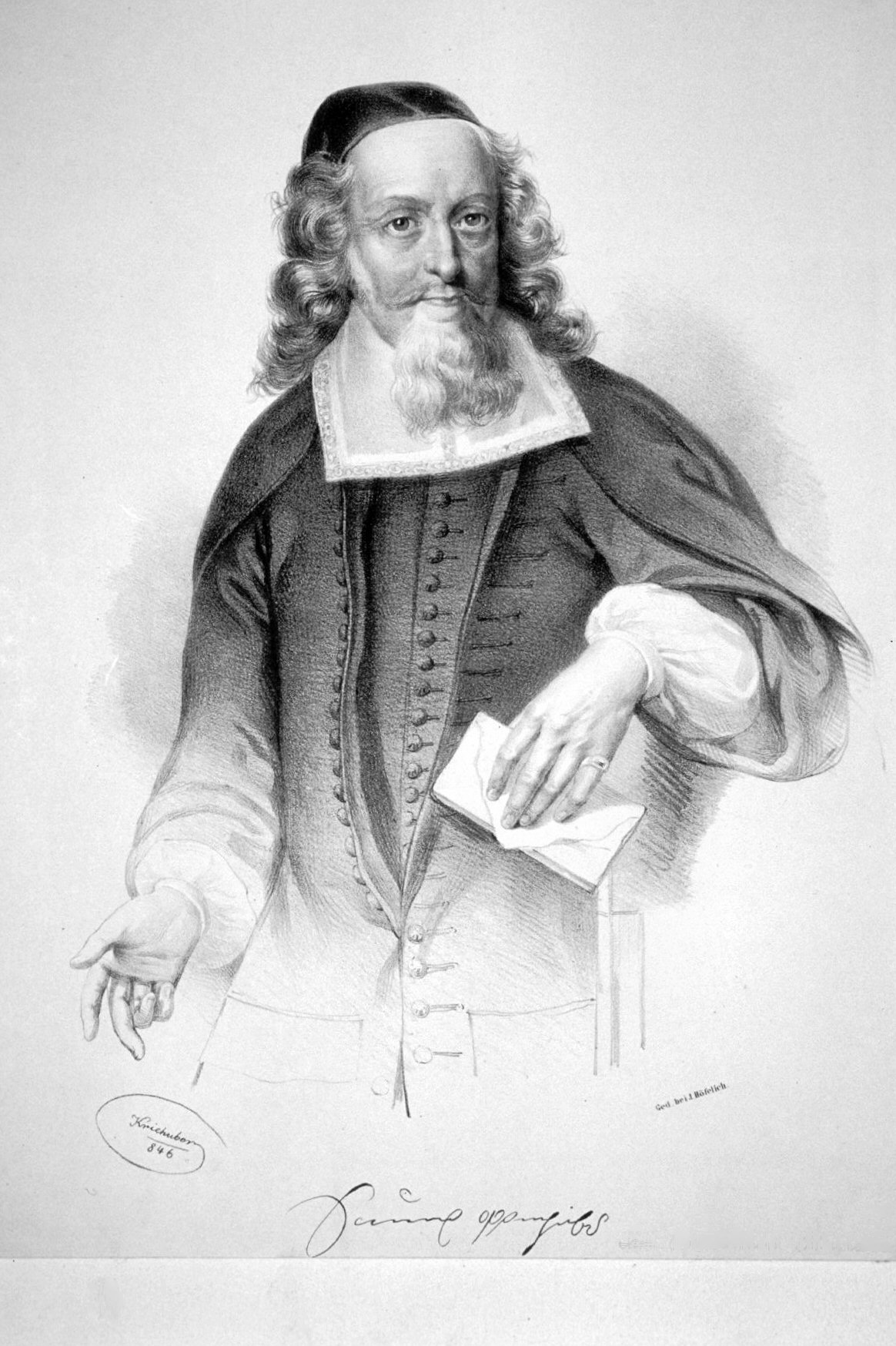
Samuel Wolf Oppenheimer, Lithographie von Josef Kriehuber nach älterer Vorlage

## Leben
Oppenheimer hatte ein freundschaftliches Verhältnis zu dem österreichischen Feldherrn und Kunstmäzen Prinz Eugen und spielte als dessen Armeelieferant und Geldgeber eine wichtige Rolle in der Finanzierung der Türkenkriege. So ermöglichte er Prinz Eugen, medizinische Hilfsgüter für seine Truppen zu entsenden. Die von Prinz Eugen für Oppenheimer aus der Türkei herbeigeschafften hebräischen Manuskripte bildeten den Grundstock für die David-Oppenheimer-Bibliothek, heute Bestandteil der Bodleian-Bibliothek an der Universität Oxford. Obwohl die Juden in Wien 1670 von Leopold I. vertrieben worden waren, bat dieser Oppenheimer, sich dort niederzulassen. Er bekam das Privileg zugestanden, im Herzen Wiens ein Wohnhaus zu errichten. Er wurde zum Oberhoffaktor ernannt und zum Hofjuden Ludwigs von Baden, dem er 100.000 Gulden für Kriegsauslagen zur Verfügung stellte. Weiterhin hatte er das Amt des „Judenbischofs“ von Worms inne, der oberster Vertreter der jüdischen Bevölkerung in der Stadt war.
1697 wurde er durch eine antisemitische Intrige des Kardinals Kollonitsch für einen Monat verhaftet, weil er angeblich die Ermordung eines Konkurrenten geplant habe. Weil auch der preußische Hofjude Ruben Gomperz verwickelt wurde, gab es einen längeren diplomatischen Austausch mit Berlin.
Um 1700 brach in Wien ein Aufruhr unter der Bevölkerung aus, Häuser wurden gestürmt und geplündert. Für die Plünderung von Oppenheimers Anwesen, der ein Günstling des Kaisers war, wurde ein Mann gehängt und weitere Mittäter inhaftiert. Als Österreichs Staatskasse 1701 infolge des Ausbruchs des Spanischen Erbfolgekriegs vor dem Bankrott stand, stellte Oppenheimer die erforderlichen Mittel zur Verfügung, um die Finanzkrise zu bewältigen.
Seine zu 12 bis 20 % verzinsten Darlehen stellten den größten Posten unter den damaligen Schulden Österreichs dar. Sie sollen sich auf ca. sechs Millionen Gulden belaufen haben, die Oppenheimer größtenteils über Dritte refinanziert hatte. Nach seinem Tode entledigte sich Österreich dieser Schulden, indem es sie nicht zurückzahlte, sondern vielmehr den Konkurs über seinen Nachlass verfügte. Die kaiserliche Konkurserklärung stürzte alle mit Oppenheimer in Verbindung stehenden Geldgeber in eine schwere Krise und nachweislich auch die Frankfurter Börse.
Samuel Oppenheimer starb 1703 und wurde auf dem Jüdischen Friedhof Rossau beerdigt.

## Familie
Oppenheimer war verheiratet mit Sandela Karcassone († 1705; Tochter des Monoach Israel Karcassone) und hatte mindestens fünf Söhne und drei Töchter:
- Simon Wolf Oppenheimer (* um 1650 in Wien; † 10. November 1726 in Hannover) übersiedelte nach Hannover und gründete dort ein Bankhaus. Er war verheiratet mit Fradel Behrens († 2. Mai 1717), einer Enkelin des Leffmann Behrens.
- Daniel Moses (* um 1656; † 1675/1677 in Worms). Dessen Sohn Jehuda Loeb Oppenheimer heiratete Simelie Behrens († 1739), eine Enkelin des Leffmann Behrens
- Nathan Oppenheimer († 1730 in Wien)
- Mendel Menachem Emanuel Oppenheimer (* 1657; † 13. September 1721 in Wien) war verheiratet mit Judith Jutta Tamar Gomperz (* 1671; † 18. April 1738 in Wien). Er folgte seinem Vater im Amt des Judenbischofs (Gemeindevorsteher) von Worms.[4] Deren Sohn Baer Mendel (Emanuel) Oppenheim (* 1709; † 21. Juni 1753), ehelichte Maria Gude Benedictus Gomperz (* in Nijmegen; † vor 1755).
- Lea Oppenheimer († 26. April 1705) heiratete Mendel Emanuel Drach (Trach) († 15. Oktober 1744 in Frankfurt a. M.).
- Frumet Oppenheimer († 1713 in Frankfurt a. M.) heiratete Josef Guggenheim (* ca. 1660 in Lengnau; † 1735 in Frankfurt am Main). Sohn Abraham Guggenheim († 1766)
- Schoendele Oppenheimer heiratete Lob Deutz „zur Arche“ († 1711?).
- Jehuda Wolf Oppenheimer († 1732 in Bratislava) heiratete Simche.